# Tour du Jura
Il Tour du Jura è una corsa in linea maschile di ciclismo su strada che si svolge con cadenza annuale nel dipartimento del Jura, in Francia.
Organizzato per la prima volta nel 2003 come prova del calendario nazionale francese, nel 2017 è stato incluso per la prima volta nel calendario UCI Europe Tour come prova di classe 2.2. Nel 2021, in concomitanza con la creazione della Classic Grand Besançon Doubs (che si svolge il giorno prima), è stato promosso a prova Europe Tour di classe 1.1, aperta quindi anche ai WorldTeam.

## Albo d'oro
Aggiornato all'edizione 2025.
| Anno | Vincitore                             | Secondo                               | Terzo                                 |
| ---- | ------------------------------------- | ------------------------------------- | ------------------------------------- |
| 2003 | Xavier Pache                          | Damien Cigolotti                      | Francis Mourey                        |
| 2004 | Florian Courrège                      | Franck Brucci                         | David De Vecchi                       |
| 2005 | Franck Brucci                         | Sébastien Besquet                     | Romain Berion                         |
| 2006 | Jean-Charles Sénac                    | Cyril David                           | Florian Courrège                      |
| 2007 | Baptiste Fuchs                        | Aurélien Midey                        | Thibaut Pinot                         |
| 2008 | Damien Favre-Félix                    | Gwénaël Rouzet                        | Oran Locatelli                        |
| 2009 | Sébastien Grédy                       | Guillaume Vinit                       | Laurent Colombatto                    |
| 2010 | Émilien Viennet                       | Jérémy Laby                           | Nicolas Ougier                        |
| 2011 | Yoann Michaud                         | Frédéric Talpin                       | François Bailly-Maître                |
| 2012 | Laurent Colombatto                    | Nicolas Roux                          | Frédéric Brun                         |
| 2013 | Erwan Brenterch                       | Guillaume Martin                      | Alo Jakin                             |
| 2014 | Sébastien Fournet-Fayard              | François Bidard                       | Adrien Legros                         |
| 2015 | Pierre Bonnet                         | Mikel Aristi                          | Anass Aït El Abdia                    |
| 2016 | Léo Vincent                           | Romain Bacon                          | Nans Peters                           |
| 2017 | Thomas Degand                         | Fausto Masnada                        | Guillaume Martin                      |
| 2018 | Carl Fredrik Hagen                    | Kobe Goossens                         | Chris Harper                          |
| 2019 | Kobe Goossens                         | Christian Scaroni                     | Jérémy Cabot                          |
| 2020 | annullato per la Pandemia di COVID-19 | annullato per la Pandemia di COVID-19 | annullato per la Pandemia di COVID-19 |
| 2021 | Benoît Cosnefroy                      | Simone Velasco                        | Valentin Madouas                      |
| 2022 | Ben O'Connor                          | Jesús Herrada                         | Axel Zingle                           |
| 2023 | Kévin Vauquelin                       | Thibaut Pinot                         | Guillaume Martin                      |
| 2024 | David Gaudu                           | Jordan Jegat                          | Guillaume Martin                      |
| 2025 | Guillaume Martin                      | Clément Berthet                       | José Manuel Díaz                      |